# Tarcie poznawcze
Tarcie poznawcze (ang. cognitive friction) – wysiłek umysłowy podczas wykonywania jakiegoś zadania, który jest konieczny, aby je zakończyć. Zadania, które cechują proste wybory, jednoznaczne interpretacje i akcje przewidywalne przez umysł ludzki, charakteryzuje niskie tarcie poznawcze. Czynności, które wymagają namysłu, tłumaczenia lub kalkulacji, implikują wysokie tarcie poznawcze.
Tarcie poznawcze występuje, gdy użytkownik spotyka się z interfejsem lub udogodnieniem, które wydaje się być intuicyjne, ale przynosi nieoczekiwane rezultaty. Badania użytkowników mogą pomóc odkryć takie problemy i stworzyć projekt pozbawiony tarć.
Konflikt pomiędzy naszymi oczekiwaniami a sposobem działania interfejsu nazywamy tarciem poznawczym.
Tarcie Poznawcze jest więc sytuacją, w której doświadczamy pewnej przeszkody, niezgodności przyczyn oraz wyników. Akcja wykonana przez użytkownika nie daje rezultatu, jakiego oczekujemy. 

## Historia
O Tarciu Poznawczym świat po raz pierwszy usłyszał już w 1999 roku za sprawą książki pt. “The Inmates are Running the Asylum”. Autorem publikacji i pojęcia jest Alan Cooper.
Oprócz książki Alana Coopera przydatna jest Teoria Obciążenia Poznawczego (Cognitive Load), opracowana przez Johna Swellera. Stanowi ona szerszy kontekst dla Cognitive Friction.
Teorią Johna Swellera jest rola pamięci roboczej i ilości wysiłku poznawczego, jaki jest konieczny do wykonywania działań. Pojemność pamięci roboczej jest ograniczona, co oznacza, że w danej jednostce czasu możemy przyjąć i wykorzystać ograniczoną ilość informacji.

## Badanie i wykrywanie Tarć Poznawczych
Unikanie tarć poznawczych jest zadaniem zespołu projektującego User Experience, we współpracy z zespołami projektującymi UI i interakcję. Aby zidentyfikować miejsca, w których mogą wystąpić tarcia poznawcze, zespół może przeprowadzić wywiady z użytkownikami, stworzyć przepływy zadań i zaprojektować łatwe w użyciu architektury informacji jeszcze przed rozpoczęciem prac nad produktem. 
Oceny eksperckie i testy użyteczności z udziałem użytkowników w trakcie rozwoju produktu mogą uwypuklić problemy i wskazać ich rozwiązania. Należy pamiętać, że tarcie poznawcze może pojawić się w wielu różnych konwencjach. 
Tarcie Poznawcze możemy zlokalizować jedynie poprzez badania i analizy zachowań użytkowników.
Istotne jest znalezienie odpowiedzi na kluczowe pytania. Przede wszystkim należy sprawdzić:
- w jaki sposób użytkownicy używają aplikacji
- jakie błędy powtarzają się najczęściej
- jakie emocje budzi aplikacja